# Chharchha
Chharchha è una suddivisione dell'India, classificata come census town, di 15.352 abitanti, situata nel distretto di Korea, nello stato federato del Chhattisgarh. In base al numero di abitanti la città rientra nella classe IV (da 10.000 a 19.999 persone).

## Geografia fisica
La città è situata a 23° 20' 43 N e 82° 31' 44 E.

## Società

### Evoluzione demografica
Al censimento del 2001 la popolazione di Chharchha assommava a 15.352 persone, delle quali 8.237 maschi e 7.115 femmine. I bambini di età inferiore o uguale ai sei anni assommavano a 2.025, dei quali 1.048 maschi e 977 femmine. Infine, coloro che erano in grado di saper almeno leggere e scrivere erano 10.570, dei quali 6.353 maschi e 4.217 femmine.